# Traité de Boves
Traité de Péronne (1200)
Le traité de Boves de juillet 1185 est un traité conclu entre le roi de France Philippe Auguste et le comte de Flandre, Philippe d'Alsace. Il est aussi appelé « paix d'Amiens ». Il a été signé à Boves dans la Somme, à quelques kilomètres à l'est de la ville d'Amiens.

## Contexte historique
Le traité mit fin au conflit entre le roi et le comte de Flandre au sujet de l'héritage d'Élisabeth de Vermandois  (prénommée aussi Mabile), l'épouse du comte de Flandre Philippe d'Alsace, décédée en 1183. Cela concernait surtout la possession du comté d'Amiens et de l'Artois, qui revenait également à Éléonore la sœur d'Élisabeth.
Depuis, Éléonore avait épousé Mathieu de Beaumont, chambellan du roi dont Philippe-Auguste avait promis de défendre les droits. Ce traité fut révisé par le traité de Péronne du 2 janvier 1200.

## Principales clauses
Suivant les termes du traité, le roi de France recevait :
- le comté d'Amiens ;
- le comté de Montdidier ;
- les châtellenies de  Roye et Thourotte ;
- une promesse pour l'Artois que Philippe Auguste fit occuper en 1191 après le décès du comte de Flandre Philippe d'Alsace et qu'il conserva à la suite du traité de Péronne en 1200.